# Świątynia Tianning w Pekinie
Świątynia Tianning w Pekinie (chiń. upr. 北京天宁寺; chiń. trad. 北京天寧寺; pinyin Běijing Tiānníng Sì) – świątynia buddyjska znajdująca się w Pekinie. Położona jest tuż za dawną bramą miejską Guang’anmen, naprzeciwko taoistycznej świątyni Białego Obłoku.
Świątynia powstała za czasów panowania cesarza Xiaowena (467–499) z północnej dynastii Wei. Jej głównym elementem jest mierząca 57,8 m wysokości ośmiokątna pagoda. Wybudowana została w latach 1100-1120, za panowania dynastii Liao. Była to jedna z pierwszych wysokich budowli w Pekinie. Wznosi się na kwadratowej podstawie.  Dolna część ma charakter werandy, ozdobionej rzeźbionymi wrotami, strzeżonymi przez podobizny niebiańskich strażników. W górnej części werandy znajduje się potrójny dougong stylizowany na kwiaty lotosu, podtrzymujący pozostałą część pagody, składającą się z trzynastu ściśle przylegających do siebie pięter, pozbawionych okien. Pagoda pozbawiona jest jakichkolwiek wejść i schodów.
W 1526 r. cesarz rozkazał zamknięcie platformy ordynacyjnej w tym klasztorze. Powodem było wymieszanie się kobiet i mężczyzn w czasie ceremonii ordynacyjnej. 
Świątynia Tianning, podobnie jak świątynia Tongjiao, pozostaje aktywnym klasztorem żeńskim; mniszki skupiają studia na praktykach szkół chan i Czystej Krainy.